# Svingtræ
Et svingtræ eller brummer er en aerofon og er et ældgammelt rituelt musikinstrument og en enhed, der historisk har været brugt til at kommunikere over store afstande. Den består af et stykke træ fastgjort til en snor, som når den svinges i en stor cirkel frembringer en brølende vibrationslyd.
Det dateres til den palæolitiske periode, der blev fundet i Ukraine fra 18.000 f.Kr. Antropolog Michael Boyd, en svingtræsekspert, dokumenterer en række fundet i Europa, Asien, Afrika, Amerika og Australien. I det antikke Grækenland var det et helligt instrument brugt i de dionysiske mysterier og bruges stadig i ritualer verden over. Det var en fremtrædende musikalsk teknologi blandt de australske aboriginer, brugt i ceremonier og til at kommunikere med forskellige folkegrupper på tværs af kontinentet.
Mange forskellige kulturer tror, at de lyde, de laver, har magten til at afværge onde påvirkninger.